# Kate Bishop (Universo cinematográfico de Marvel)
Katherine Elizabeth Bishop, más conocida como Kate Bishop, es un personaje ficticio interpretado por Hailee Steinfeld en el Universo cinematográfico de Marvel (MCU), basada en el personaje de Marvel Comics del mismo nombre. Bishop es representada como una arquera campeona que creció idolatrando al vengador Clint Barton después de que sin darse cuenta le salvó la vida durante la Batalla de Nueva York. Años más tarde, ella lo conoce y se asocia con él para descubrir y derrotar a una conspiración criminal, convirtiéndose en su protegida.
Bishop hizo su debut en el MCU en la miniserie Hawkeye (2021). La interpretación de Steinfeld de Bishop ha sido bien recibida por fanáticos y críticos. El personaje regresó para un cameo en The Marvels (2023) que establece un posible análogo a los Jóvenes Vengadores en el MCU, y se espera que regrese en futuros medios del MCU. Una versión alternativa del personaje aparecerá en las próximas series animadas What If...? (2024) y Marvel Zombies (2025).

## Concepto y creación
Kate Bishop fue creada por Allan Heinberg y Jim Cheung para Young Avengers # 1 (abril de 2005) y se convierte en miembro fundador del equipo titular que usa las flechas de Clint Barton como arma. Debido a que Barton se sacrificó en Avengers #502, Capitán América le regaló el manto de Hawkeye. Antes de esto, cuando era adolescente, fue asaltada en Central Park, lo que la llevó a realizar un intenso entrenamiento de combate y defensa personal para curarse del trauma que sintió después. En apariciones posteriores después del renacimiento de Barton, desarrolló una relación de mentor-aprendiz con él y fue un personaje homónimo principal en la serie Hawkeye (2012) de Matt Fraction y David Aja, la serie "All-New Hawkeye" de Jeff Lemire y Ramon Perez. (2015), una serie de Hawkeye de 16 números en solitario escrita por Kelly Thompson de 2016 a 2018 y una próxima miniserie de cinco partes de 2021 de Marieke Nijkamp y Enid Balám.
Ben Pearson de /Film descubrió que la interpretación cómica de Bishop la hacía parecer "una mujer joven y testaruda, dispuesta a hacerse un nombre y negándose a aceptar la mierda de nadie", y Renner cedió que Bishop era "una mejor versión de mí y el sentimiento de eso es la fibra de lo que es Hawkeye, y agregó que estaba encantado de guiar a un "personaje increíble" en la pantalla. Creía que la participación de Bishop en Hawkeye muestra cómo Barton es "un superhéroe sin superpoderes y [cómo llega a] enseñar a otra persona a ser un superhéroe sin superpoderes" en Bishop. Paul Tassi de Forbes declaró que Marvel estaba "apostando fuerte" por la participación de Bishop en el MCU y que ella sería una "fuerza para ellos, quizás más grande que [el Barton de Renner] Hawkeye".

### Casting

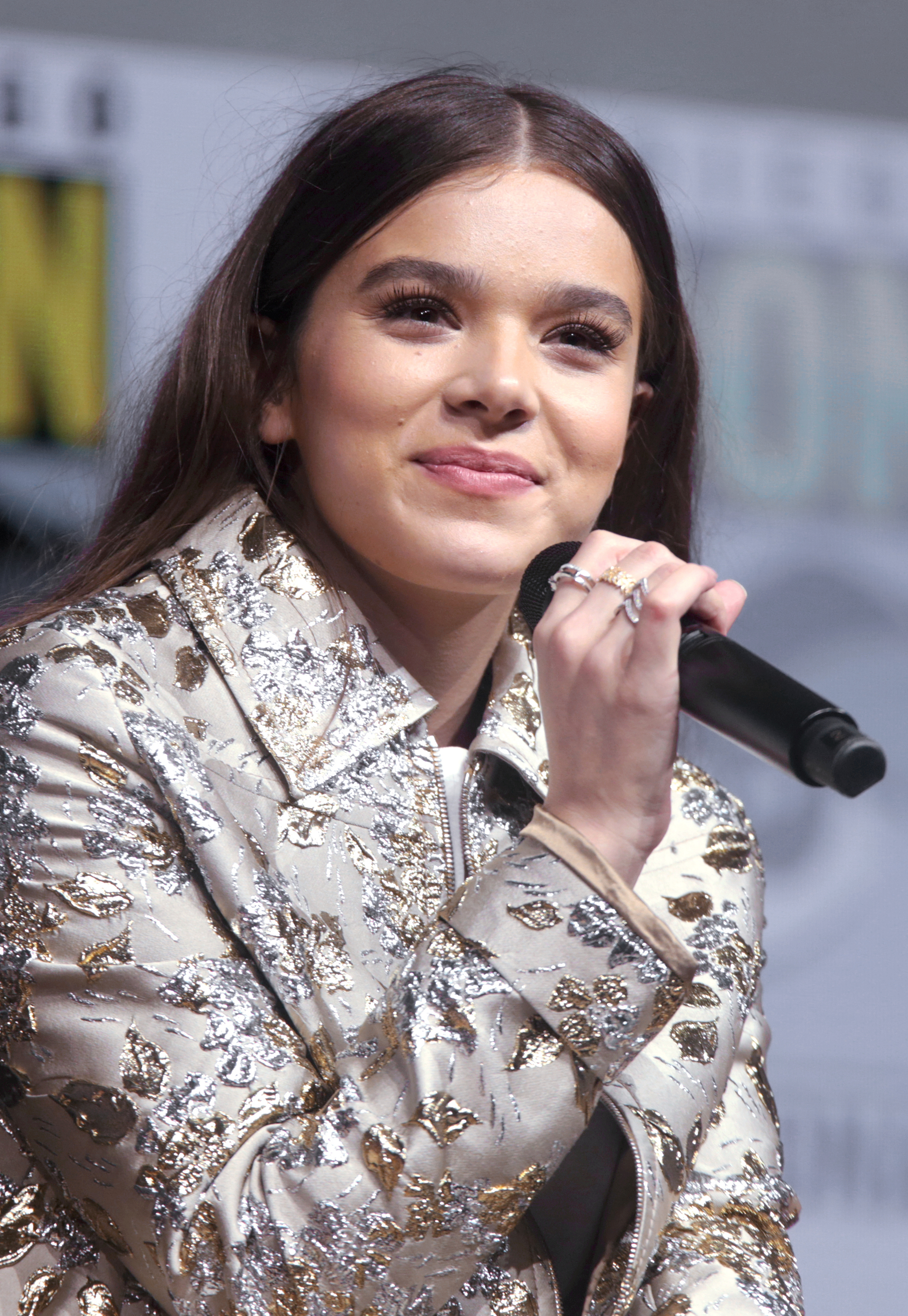
Hailee Steinfeld en la Comic Con de San Diego 2018

En abril de 2019, se publicaron los primeros informes que indicaban planes para una producción para Disney + de Hawkeye con Barton "pasando la antorcha" a Bishop, que luego se anunció oficialmente en la Comic-Con de San Diego en julio de ese año. A principios de septiembre de 2019, a Hailee Steinfeld se le había ofrecido el papel de Kate Bishop, pero aún no había firmado para la serie un mes después. Variety informó que una de las razones de esto fue una cláusula de no competencia en su contrato con Apple TV + para protagonizar la serie Dickinson, algo que Variety sintió que Steinfeld podría negociar. No se había contactado a ninguna otra actriz para el papel de Bishop. Cuando se le preguntó acerca de su participación en la serie poco después, Steinfeld dijo que "no era algo que necesariamente estaba sucediendo", y fue confirmada como Bishop en diciembre de 2020 en parte debido a problemas de programación con la liberación de la temporada 3 de Dickinson debido a la pandemia de COVID-19; esto también permitió a Steinfeld mantener mejor el secreto hasta que se reveló su casting oficial. Finn Jones, quien interpretó a Danny Rand / Iron Fist en anteriores propiedades de Marvel Television y coprotagonizó junto a Steinfeld la temporada 2 de Dickinson, la animó a aceptar el papel, creyendo que debería "hacerlo, definitivamente". Sé parte del mundo Marvel. Es algo tan maravilloso decir que has sido parte de '... Yo estaba como 'hazlo, y no te arrepentirás'". Jones apoyó aún más a Steinfeld interpretando el papel al decir: "Es maravilloso ver que ahora está en ese mundo... se lo merece. Es una intérprete increíble y una gran contribución al Universo Marvel". El showrunner de Hawkeye, Jonathan Igla, calificó su casting como "absolutamente perfecto".
Renner se encargó de enseñarle a Steinfeld las avenidas de una producción de Marvel de gran presupuesto y cómo el mundo de los superhéroes se traduce en piezas de la vida real, sintiendo que era su papel presentarle el MCU. "Además de actuar en la cosa, la estaba protegiendo y dándole las CliffsNotes sobre cómo funciona este tipo de filmación", declaró Renner, y agregó que "solo quería protegerla, porque hay muchas cosas físicas" involucradas. Elogió la decisión de Marvel de elegirla como Bishop y comentó que "es una actriz maravillosa, un ser humano maravilloso... [hay muchas] cosas geniales que puede hacer". Steinfeld ya era fanática de Bishop y los cómics, pero descubrió que en su investigación para el programa pudo "[descubrir] continuamente estos elementos de Kate Bishop que están en [los cómics] que estamos dando vida en el espectáculo y otros elementos de los cómics”. También agradeció la forma en que el papel del personaje se vinculó y ayudó a desarrollar el MCU en general.
Steinfeld no hizo una audición para el papel, y Kevin Feige declaró: "Tuvimos mucha, mucha suerte de que Hailee estuviera abierta a esto porque creíamos que ella era una especie de prototipo del personaje y, como sucede ocasionalmente, la versión soñada del personaje accede a hacerlo".

## Caracterización

### Rasgos y atletismo
Steinfeld describió a Bishop como una "ruda inteligente e ingeniosa" con habilidades físicas que están "por las nubes". Para prepararse para la destreza atlética de Bishop, la entrenaron en sesiones básicas de tiro con arco. Cuando la presentan en el programa, Bishop es una fan de Barton de 22 años que tiene una "manera maravillosamente molesta e igualmente encantadora". La relación entre ella y Barton se describió como caótica por la "avalancha de problemas" que ella trae a su vida inicialmente, pero también por un creciente respeto mutuo a medida que se convierte formalmente en la protegida de Barton. Primero llama la atención de Barton cuando aparece en la televisión disfrazada de Ronin, el alter ego mercenario anterior de Barton. Steinfeld dijo que Bishop era "muy humano... arraigado en la fuerza humana y la fortaleza de la mente. Es autodidacta, muy disciplinada y muy decidida". Comparó el personaje con Emily Dickinson, a quien había estado interpretando justo antes de filmar Hawkeye, en el sentido de que Bishop también es un "personaje femenino fuerte, decidido, independiente y motivado", por lo que el cambio de un personaje a otro se sintió fluido. Más tarde llamaría a Bishop "un personaje que me hubiera encantado tener mientras crecía: alguien que es completamente ambicioso, motivado y disciplinado, y se encarga de hacer lo que sea que tenga que hacer para lograr sus objetivos".
El casting de Steinfeld en la serie y su entrenamiento la llevaron a desarrollar una pasión por el tiro con arco, al igual que el personaje que interpreta. De esto, dijo: "En lo que respecta al arco y la flecha... es algo que realmente disfruto. No es algo que haya aprendido, una reverencia, antes de este proyecto... [pero] es realmente terapéutico y simplemente asombroso. No es algo que jamás me vería haciendo. ¡Pero aquí estoy! Y me encanta". En reacción a las fotos del set de la película, Taylor Walston de Archery360 comentó que "la forma de Steinfeld es sólida. Sus dedos en la cuerda del arco están agradables y relajados, y sostiene la empuñadura sin apretar entre el pulgar y el índice, con los otros dedos relajados, en una demostración temprana de la forma correcta".

### Relación con Barton
Renner comparó su dinámica y la de Barton con una relación padre-hija, particularmente entre Barton y su propia hija, Lila Barton. Steinfeld agregó que "fue muy divertido implementar las bromas [entre Barton y Bishop]... eso fue algo que Jeremy y yo descubrimos muy rápidamente... están ocurriendo estos trágicos eventos y todavía hay estas ingeniosas y rápidas bromas que parece encontrar". Al cambiar la historia de fondo de Bishop y los eventos que rodearon su reunión inicial con Barton, Steinfeld dijo que "[Esta versión de] Kate, como una mujer joven que crece en la ciudad de Nueva York, puede caminar por la calle y ser dueña de sí misma y de su fuerza. Puede enfrentarse a cualquiera, y [queríamos que así fuera] porque decidió por sí misma que eso era algo que quería poder hacer". Al detallar su dinámica única, Igla agregó que "siempre me interesan los contrastes, y Kate y Clint son un verdadero estudio de contrastes... son opuestos. Kate aspira a ser una superheroína, a diferencia de Clint, que es un superhéroe y no quiere serlo. Y sentí que si alguien iba a venir y enseñarle a un aspirante a superhéroe lo que significa ser un superhéroe, sobre su realidad, debería ser alguien que tuviera una relación mucho más ambivalente con él". Refiriéndose a la elección de incluir la secuencia de apertura del programa en la que Bishop observa a Barton durante la Batalla de Nueva York, Igla declaró: "Quería emparejar la muerte del padre de Kate con el hecho de que ella viera a Hawkeye. Porque el trauma de perder a un padre, y también una invasión alienígena justo afuera de tu ventana... [es un] evento traumático. Ver a [Barton] que no está fuera de control en ese momento, pero parece tener el control por completo...[para] Kate, alguien que no tiene superpoderes, eso se sintió como el tipo de cosa que dejaría una marca duradera en un niño." 
La productora ejecutiva Trinh Tran llamó a la "estrella del norte" de Barton-Bishop y agregó que "desde una edad temprana, Kate [ha tenido] amor por su ídolo, Hawkeye". Su motivación para convertirse en héroe se debió a ver cómo Barton podía ser "un héroe y un mero humano que hace cosas sobrehumanas, pero por encima de todo, siempre defiende al pequeño y protege a los necesitados", lo que la llevó a "poner ella misma a través de un entrenamiento intenso, estudiando varios deportes, incluyendo tiro con arco y artes marciales". De su relación de ida y vuelta, TVLine la llamó llena de "acción y tête-à-têtes contundentes" con un aviso adicional de su similitud con la carrera de Hawkeye de Aja y Fraction que inspiró parcialmente el programa.

### Relación con Eleanor
De la madre de Bishop, Eleanor, se dijo que Eleanor sería "bastante malvada; y no parece tener ni una pizca de ex monja desaliñada de los 80 en su personaje... solo será una idiota rica y amoral", lo que lleva a una ruptura en su relación. Tranh ofreció información sobre la decisión de incluir a la madre de Bishop en el programa y dijo que "no hemos tenido muchas oportunidades de explorar una relación madre-hija en el UCM... Lo que me parece interesante es que hay mucho, supongo, territorio nuevo al que podemos ir para la relación de los dos". Además de sus comentarios, agregó que "[Eleanor] cree que sabe lo que es mejor para Kate, pero Kate, que has visto en los cómics, a veces es testaruda y dice lo que piensa... podría haber opiniones opuestas en quién es ella... [hay una] [conexión] más personal, más emocional entre los dos personajes que queríamos explorar". Después de darse cuenta de que Eleanor estaba trabajando con Kingpin y ordenó el asesinato de Barton a manos de Yelena Belova, Steinfeld llamó al estado de Bishop "completamente roto, confuso y absolutamente perdido". Ella no sabe en quién confiar o a quién mirar... la única persona a la que ha estado tratando de proteger incansablemente ahora es alguien contra quien podría necesitar protección". Al referirse al encuentro de Bishop con Kingpin, Steinfeld dijo: "Si no se sentía real antes, es real ahora. Después de todas las conversaciones y bromas de la pareja que se han lanzado, ahora tiene la oportunidad de dar un paso al frente [y] recuperar el sentido lo más rápido posible después de enterarse de esta información y agacha la cabeza y hace lo que quiere. tiene que hacer." 

## Biografía del personaje ficticio

### Primeros años de vida
Bishop nació como hija de la rica familia Bishop de la ciudad de Nueva York, encabezada por su madre Eleanor y su padre Derek. En 2012, fue testigo de cómo Clint Barton luchaba contra los Chitauri durante la Batalla de Nueva York. En medio de la invasión, Derek muere. En su funeral, Bishop promete convertirse en una héroe como Barton para protegerse tanto a ella como a su madre, lo que la llevó a entrenarse en tiro con arco, esgrima, gimnasia y artes marciales con destacados resultados. En 2018, sobrevive al Blip.

### Asociación con Clint Barton
En la semana previa a la Navidad de 2024, Bishop regresa a Nueva York y asiste a una gala de subasta benéfica con su madre, quien se ha consolidado como la jefa de la empresa familiar Bishop Security y se entera para su disgusto de que ella está comprometida con el empresario Jack Duquesne. Durante la gala, descubre una subasta clandestina del mercado negro que vende restos del destruido Complejo de los Vengadores con Jack y su tío Armand Duquesne III presentes. La Mafia Deportista, un peligroso grupo criminal, interrumpe la subasta y Kate lucha contra ellos poniéndose el traje del vigilante Ronin para ocultar su identidad. Ella logra escapar, pero es reconocida por Kazi, uno de los líderes del grupo. También descubre que Armand III fue asesinado. Después de recuperar a un perro del tráfico, conoce a Barton, quien la confronta por usar ese traje. Se refugian en el apartamento de Bishop, pero son emboscados por los Deportistas, lo que la lleva a ella y a Barton a refugiarse en el apartamento de una tía. Ella sospecha de Jack y descubre que es un espadachín experto, lo que la lleva a creer que él mató a Armand III. Después de que los Deportistas secuestran a Barton, ella intenta salvarlo sin éxito y también es capturada.
Barton y Bishop se enfrentan a Maya López, la jefa de los Deportistas que busca venganza por el asesinato de su padre a manos de Ronin. Ella y Barton logran escapar después de una persecución en automóvil en la que usa diferentes flechas con truco de Barton para defenderse de la mafia. Después de escapar, Kate trata de ganar más confianza con Clint. Debido a las sospechas de Bishop sobre Jack y sus tratos con el mercado negro, llegan al apartamento de Eleanor y Bishop accede a la base de datos criminal de Bishop Security y descubre que los Deportistas están conectados a una empresa fantasma llamada Sloane Limited.

### Descubriendo la verdad
Con la ayuda de Laura Barton, la esposa de Clint, Bishop y Clint descubren que Jack es el director ejecutivo de esta empresa que lava dinero para los deportistas. En medio de una intima celebración de Navidad, Bishop deduce que Barton es Ronin, pero rápidamente lo perdona cuando se da cuenta del dolor que sintió después de perder a su familia durante el Blip. Barton y Bishop irrumpen en un apartamento para localizar un reloj robado en la subasta, pero descubren que es el apartamento de López. Se enfrentan a ella y sorpresivamente se une la asesina Black Widow, Yelena Belova. Barton corta lazos con Bishop cuando se da cuenta de lo peligroso que se ha vuelto su situación; Kate vuelve triste al ático de Eleanor, quien la consuela, limpia sus heridas y le aconseja que quizás esta destinada a otra cosa. En su apartamento, Bishop se enfrenta a Belova, quien revela que fue contratada para matar a Barton, creyendo que es el responsable de la muerte de su hermana Natasha Romanoff. Belova intenta convencer a Bishop de que Barton no es el héroe que adora Bishop, pero Bishop rechaza sus palabras. Más tarde, ayuda a Barton a luchar contra López y se reúnen en el apartamento de Grills, un bombero LARPer en quien se han confiado. Belova le envía un mensaje diciéndole que Eleanor la contrató para matar a Barton y que se ha asociado con Wilson Fisk, el jefe del crimen organizado en la ciudad de Nueva York.

### Derrotando a los Deportistas
Kate no cree que su madre se haya involucrado con la mafia; Clint la tranquiliza y le recalca que lo resolverán juntos como compañeros. En Nochebuena y luego de preparar sus armas, Bishop y Barton asisten a la fiesta de Navidad organizada por Eleanor, donde se enfrenta a Belova, quien todavía esta decidida a matar a Barton. Después de salvar a Barton, encuentra a su madre, quien cortó los lazos con Fisk para mantenerla a salvo, lo que lleva a Fisk a mandarla a matar. Bishop lucha contra Fisk y lo noquea con flechas explosivas. Ella y Barton, así como Jack y los jugadores de rol luchan contra los deportistas mientras Belova decide no matar a Barton ya comprendiendo la verdad que lo que pasó con su hermana. Eleanor es arrestada por el asesinato de Armand III, mientras que a Bishop le resulta difícil reconciliarse con ella a pesar de saber que todo lo que hizo Eleanor fue por su bien. Al día siguiente, Barton la lleva a la granja de su familia para presentarla y ella y Barton queman el traje de Ronin y tratan de encontrar un nombre de héroe para ella.

### Conociendo a Kamala Khan
Algún tiempo después, Bishop y Lucky regresaron al apartamento de Bishop en la ciudad de Nueva York. En 2025, Bishop regresa a casa una noche con pizza para Lucky cuando encuentra a Kamala Khan adentro. Khan se presenta y saca un dispositivo de S.A.B.E.R., revelando que está formando un equipo de jóvenes héroes y le pide a Bishop que se una. Bishop acepta, ya que también consideran reclutar a Cassie Lang.

## Versiones alternativas
Otras versiones de Kate Bishop se representan en las realidades alternativas del multiverso MCU.

### Vaquera de 1872
En este universo, Kate Bishop nunca conoció a Hawkeye ni adoptó a Lucky y no vivió en la ciudad de Nueva York.
En un 1872 alternativo, Kate Bishop vivía en el Desierto de Mojave y era una vaquera. Sus padres fueron asesinados por Sonny Burch, bajo el mando de The Hood. Bishop tenía un caballo como mascota y se asoció con Shang-Chi para rescatar a las personas secuestradas por The Hood. Un día, Bishop y Shang-Chi irrumpieron en un salón y se enfrentaron a John Walker sobre el paradero de The Hood. Después de derrotar a los hombres en el salón, ella y Shang-Chi descubrieron una ciudad destruida y rescataron a un niño chino que les contó sobre un tren misterioso y les pidió unirse a ellos. Localizaron el tren y subieron a bordo, donde se enfrentaron a Burch y sus hombres. Cuando el tren llegó a la ubicación de The Hood, Bishop recibió instrucciones de permanecer adentro y quedó cautivada por el reloj hipnótico de Burch. Salió del trance después de que sonó una campana y derrotó a los hombres de Burch. Luego dejó el tren y salvó a Shang-Chi disparándole a The Hood, que resultó ser la hermana de Shang-Chi. En ese momento, Bishop mostró remordimiento, por lo que Shang-Chi la perdonó, alegando que ella no mató a Xialing, "The Hood lo hizo". Ella y Shang-Chi llevaron a Jun-Fan a un pueblo y partieron para embarcarse en otra aventura.

## Recepción
La recepción inicial de los primeros dos episodios de Hawkeye incluyó grandes elogios hacia la interpretación de Bishop de Steinfeld, sobre cómo ella "[aportó] el humor y la determinación a su personaje"  con comentarios de los críticos que van desde decir que "no hay posibilidad los fanáticos no se enamoran inmediatamente de su personaje" de Steve Weintraub de Collider y otros comentarios variados que dicen que "la dinámica de Eager Kate con el gruñón Clint es especialmente genial" y su actuación "energizada". Erik Kain de Forbes dijo que "Hailee Steinfeld es genial como Kate Bishop. Lo último que la vi fue en Bumblebee... [y aquí] es un poco más confiada y segura de sí misma y más ruda, y hace todo eso muy bien".
Matt Purslow de IGN, en una reseña de los dos primeros episodios de Hawkeye, dijo que Bishop es "una fuerza deliciosamente enérgica que corre antes de poder caminar". Sus habilidades con el tiro con arco solo se comparan con su capacidad para llegar al lugar equivocado en el momento equivocado" y elogió la fidelidad del programa a su contraparte del cómic. Dijo que Bishop "se roba el espectáculo: la actuación de Steinfeld [es] una alegría magnética, pero su héroe menor también dispara muchas más flechas sobre el estreno, tanto física como metafóricamente", mientras toma nota de la fuerte dinámica de Barton-Bishop. En su reseña de "Ronin", Purslow también elogió las bromas entre Bishop y Belova en su primer encuentro. En una reseña de "Ronin", Alan Sepinwall de Rolling Stone tomó nota de la adoración de ídolos de Bishop por Barton y cómo, al descubrir que Barton era Ronin, ella todavía lo apoya, y agregó que el personaje estaba superpuesto por la forma en que ella "no es tan diferente de Clint y Maya tampoco, en el sentido de que ella también puede ser cegada y manipulada". En una reseña del episodio 4 de Hawkeye, "Partners, Am I Right?", Chancellor Agard elogió la creciente dinámica de carácter entre Barton y Bishop, y cómo Barton ha llegado a cuidarla mientras Bishop aprende más sobre el lado más oscuro del pasado de su mentor.